# Марањон
Марањон (шп. Río Marañón) је река у Перуу, лева саставница Амазона. Извире, тј. отиче из ледника Невадо де Јапура на 5.800 метара надморске висине у Андима, око 200 km северно од главног града Лиме. Тече према северу, а након епигенетског усецања скреће на исток. Прима неколико притока од којих су најважније Тигре са леве и Уаљага са десне стране. Дужина Марањона је 1.600 km. Јужно од града Икитоса састаје се са реком Укајали и одатле почиње Амазон.